# (9236) Obermair
(9236) Obermair ist ein Asteroid des Hauptgürtels, der am 12. März 1997 auf der Sternwarte Davidschlag in der Nähe von Linz in Österreich entdeckt wurde.
Der Himmelskörper wird der Spektral-Klasse V zugeordnet und besitzt eine Absolute Helligkeit von 15,2 mag.
Der geschätzte Durchmesser ist ungefähr 3.29 KM, was sich aus einer Lichtkurvenmessung ergeben hat.
Der Asteroid wurde nach dem Amateurastronomen und Sternwarte Davidschlag Mitbegründer Erwin Obermair (1946–2017) benannt.